# Balivka, Dnipro
Balivka (în ucraineană Балівка) este o comună în raionul Dnipro, regiunea Dnipropetrovsk, Ucraina, formată numai din satul de reședință.

## Demografie
Componența lingvistică a satului Balivka
     Ucraineană (93,48%)
     Rusă (6,27%)
     Alte limbi (0,18%)
Conform recensământului din 2001, majoritatea populației satului Balivka era vorbitoare de ucraineană (93,48%), existând în minoritate și vorbitori de rusă (6,27%).